# Edições Velha Lenda
As Edições Velha Lenda são uma editora portuguesa independente fundada a 3 de fevereiro de 2020 pela escritora Raquel da Conceição Vicente (20 de setembro de 1995). Apresentaram-se ao mercado como um selo editorial de catálogo diverso com preferência pelo romance, biografia e ficção especulativa, destacando-se pela aposta exclusiva em autores de nacionalidade portuguesa.
Afirmam-se como uma editora de aposta sustentável, que respeita as necessidades do mercado, apostando em obras de qualidade com temas modernos que vão de encontro às necessidades do leitor, evitando a superprodução livreira.

## História
As Edições Velha Lenda foram criadas durante a pandemia de COVID-19 pela escritora R.C. Vicente que, frustrada com a escassez de oportunidades fornecidas pelo mercado e com a ausência de investimento numa nova geração de literatura portuguesa, decidiu contribuir para a revolução da forma como se fazem os livros em Portugal.

Assim nasceu a Velha Lenda, como um selo independente que se recusa a realizar importações de obras estrangeiras e concentra toda a sua aposta em livros nacionais, dando preferência ao romance, biografia e ficção Especulativa, no entanto, sem deixar de parte outros géneros promissores.
"Da mesma forma que as vidas são feitas de histórias, as páginas dos nossos livros estão escritas com vidas; e nessas vidas cabe o mundo. Trabalhamos para que as velhas lendas não sejam esquecidas e novas possam nascer. Edições Velha Lenda... livre-se!"
Em Dezembro de 2023, a Velha Lenda cessou funções após quase quatro anos no mercado português. 

## Catálogo[7]
- Palestina Sobre uma Tela, André Ouro Verde
- Vida Censurada, Francisco Ramalheira
- Noite Sem Fim, Francisco Ramalheira[8]
- Benedita, Filipa Carujo
- O Ressurgir dos Eternos Titãs, R.C. Vicente
- A Menina dos Doces, Pedro Cipriano
- Vento, Rita Palma Nascimento
- Até Onde as Ondas nos Levarem, Andreia Ramos[9]
- Soberba Escuridão[10], Andreia Ferreira
- Um Livro de Caca - As Aventuras do Zé, Francisco Ramalheira[11]
- Os Firôpe, Francisco Ramalheira[12]
- Kanakan, Francisco Ramalheira[12]
- O Padre[13], Hélène White[14]
- Signor Ridini[15], Hélène White[14]
- Mafia Rossa, Hélène White[14]
- Floresta das Sombras, Sofia Wolf
- Celebrity Crush[16], Clara Novo